# Craig Ehlo
Joel Craig Ehlo (Lubbock, 11 agosto 1961) è un ex cestista statunitense, professionista nella NBA.

## Carriera
Frequenta la Monterey High School nella sua città e poi la Washington State University.
Scelto al terzo giro dai Houston Rockets nel draft NBA 1983, è nel roster della serie finale (perdente 4-2) della stagione 1985-86 contro i Boston Celtics.
Nel 1986 passa ai Cleveland Cavaliers, dove incrementa minuti, punti e responsabilità, diventando ben presto titolare.
Memorabili i suoi duelli difensivi con Michael Jordan. Il 7 maggio 1989 Ehlo (con la maglia dei Cavaliers) subisce da M.J. il famoso "The Shot", il tiro in sospensione col quale i Bulls vincono allo scadere una sfida molto avvincente. Ehlo conclude con 24 punti, nonostante una spalla lussata ed una difesa come sempre molto attenta e caparbia.
La rivincita di Ehlo si manifesta contro gli Utah Jazz in più occasioni con precisi canestri sulla sirena, guadagnandosi il soprannome di "killer dei Jazz".
Nel 1993 passa agli Atlanta Hawks come riserva di Steve Smith, per poi terminare la lunga carriera (14 stagioni in totale) nei Seattle SuperSonics nel 1996 con un minutaggio molto limitato.
Complessivamente partecipa a due NBA All-Star Game, nella gara del tiro da tre punti: nel 1990 (partita delle stelle di Miami) dove si classifica quinto e nel 1992 (ad Orlando) dove si ferma al primo turno.
Nelle 14 stagioni NBA colleziona 7.492 punti, 2.456 assist, 3.139 rimbalzi ed il soprannome di "mr. Everything" (mister "di tutto").
Nelle stagioni 2004-05 e 2005-06 affianca il commentatore sportivo Kevin Calabro per i match dei Seattle SuperSonics.